# ジェム&ホログラムス
『ジェム&ホログラムス』（原題：Jem and the Holograms）は、2015年のアメリカ合衆国の映画。

## キャスト
※括弧内は日本語吹替
- ジェム/ジェリカ - オーブリー・ピープルズ（清水理沙）
- エリカ - ジュリエット・ルイス（皆川純子）
- キンバー - ステファニー・スコット（佐藤美由希）
- リオ - ライアン・グスマン（小松史法）
- ベイリー - モリー・リングウォルド（よのひかり）